# Flat design
Flat design (pol. płaski deseń) – styl projektowania grafiki zakładający wyeliminowanie takich elementów jak gradienty i cieniowanie, ograniczenie liczby kolorów i stosowanie tylko prostych kształtów i typografii. Przeciwieństwo graficznego skeumorfizmu. Flat design spopularyzowany na początku XXI wieku w tworzeniu grafiki na potrzeby publikacji elektronicznych wywodzi się bezpośrednio z Międzynarodowego Stylu Typograficznego (tzw. szkoły szwajcarskiej) rozwijającego się od lat 50. XX wieku
Założenia flat design stosuje się przy projektowaniu GUI oraz stron internetowych w celu zapewnienia optymalizacji oraz czytelności, np. pod kątem urządzeń mobilnych. Ograniczenie do minimum elementów graficznych oraz ich uproszczenie umożliwia dostosowanie strony do ograniczonego transferu danych, a także sprzyja wyświetlaniu na małym ekranie.
Jednym z pierwszych zastosowań tych założeń na szeroką skalę był Modern UI zastosowany w systemie operacyjnym Windows 8.
Jednymi z największych projektów wykorzystujących ideę projektowania płaskiego są MDL2 (styl projektowania stworzony i rozwijany przez Microsoft) oraz Material Design (stworzony i rozwijany przez Google).